# سيمما هولت
سيمما هولت (بالإنجليزية: Simma Holt)‏‏ (27 مارس 1922 في فيجريفيل - 23 يناير 2015 في بورنبي) سياسية، وصحفية، وكاتبة سير، وكاتِبة من كندا.

## التعليم
تعلمت سيمما هولت في:
- جامعة مانيتوبا